# Tegenaria

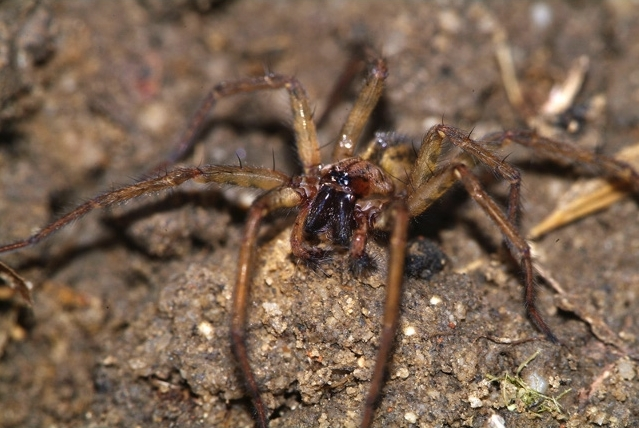
Kątnik leśny

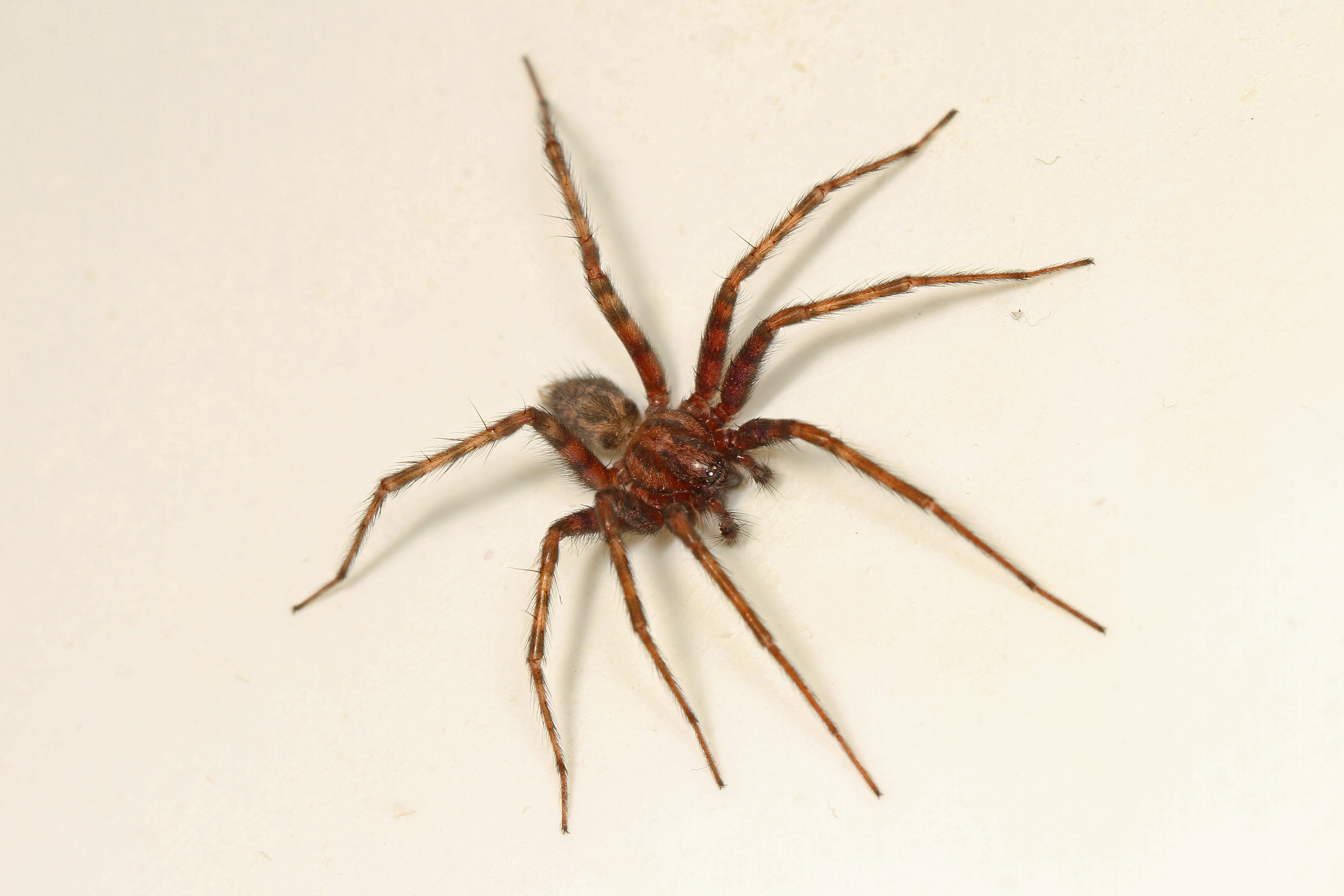
Kątnik domowy

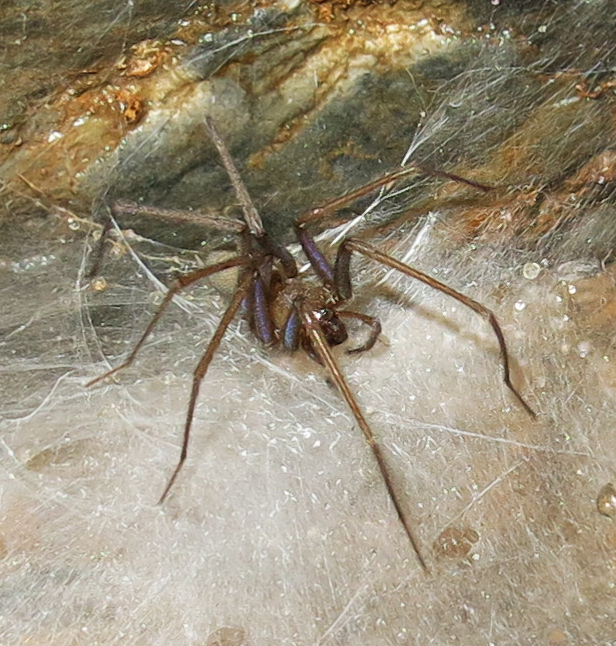
Tegenaria zamanii

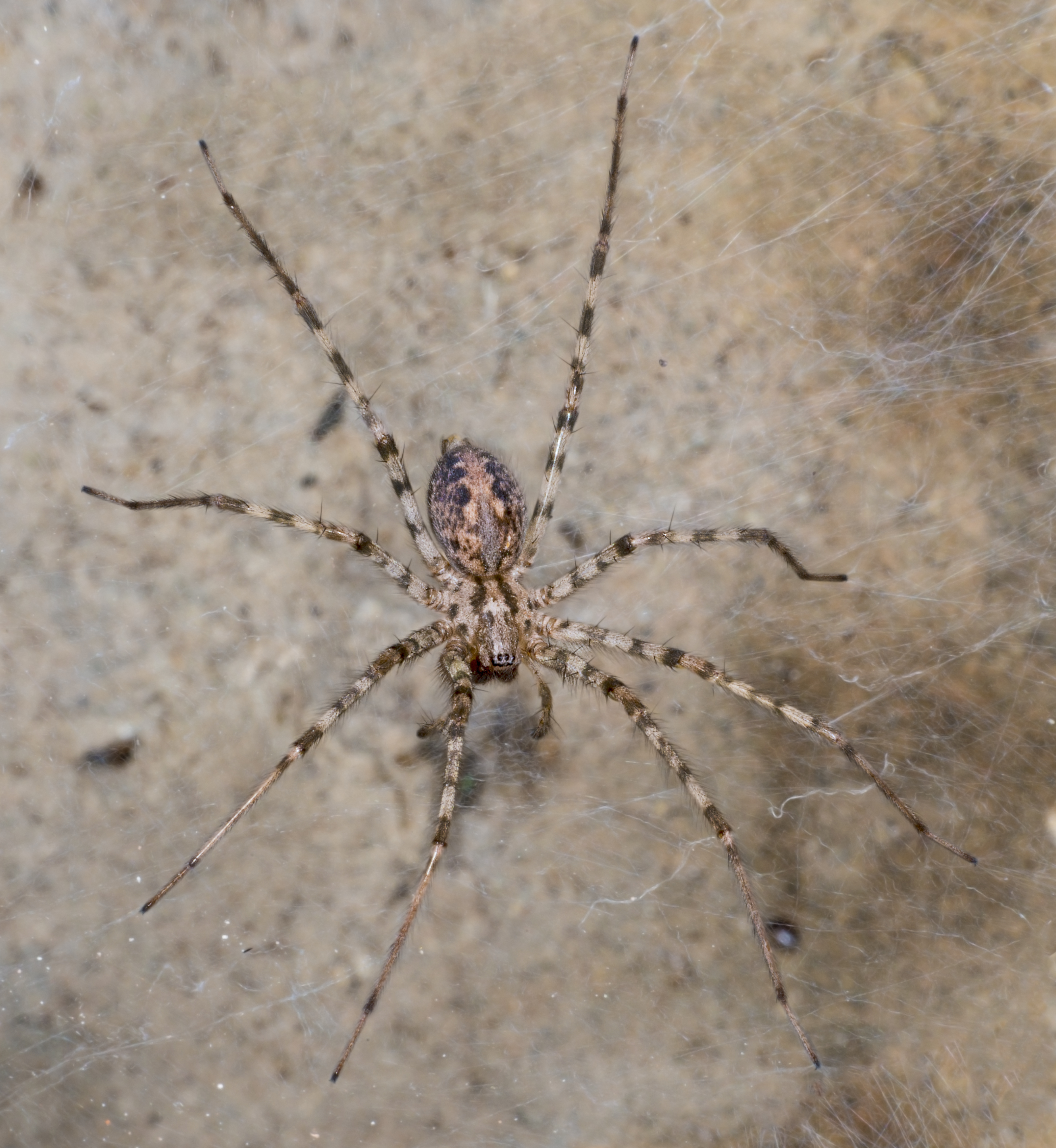
Tegenaria parietina

Tegenaria – rodzaj pająków z rodziny lejkowcowatych (Agelenidae). Obejmuje ponad 100 znanych gatunków. Takson kosmopolityczny, ale głównie palearktyczny. Niektóre gatunki są synantropijne.

## Opis
Pająki te mają pierzaste włoski na odnóżach, karapaksie i opistosomie. Mają karapaks długości od 2 do 6 mm, o wąsko przyciemnionej krawędzi, w większości przypadków z trzema półksiężycowatymi plamkami. Przez grzbiet karapaksu biegną dwie ciemne, podłużne przepaski o piłkowanych brzegach, które mogą być zredukowane 3–4 trójkątnych znaków. Ośmioro oczu tworzy na karapaksie dwa rzędy, które są proste lub nieco tylko zakrzywione. Przednio-środkowa, a czasem też tylno-środkowa para oczu jest nieco mniejsza od pozostałych. Na przedniej krawędzi szczękoczułków znajduje się 3–5, a na tylnej 3–6 ząbków. Długość wargi dolnej nie przekracza jej szerokości, natomiast sternum jest nieco dłuższe niż szersze. Wzór na sternum tworzy jasna przepaska środkowa i cztery, niekiedy zlane plamki boczne. Odnóża kroczne mają proste lub lekko zakrzywione krętarze. Trzecia para nóg jest zawsze najkrótsza.
Na opistosomie obecny jest trapezowaty stożeczek, niekiedy wcięty pośrodku dystalnej krawędzi. Kądziołki przędne przednio-bocznej pary mają dwa większe, ampułkowate czopki pośrodku i kilka gruszkowatych czopków na w części szczytowej. Nie dłuższe od niech kądziołki pary tylno-środkowej mają 2–3 większe czopki. Najdłuższe są kądziołki pary tylno-bocznej, mające 2 walcowate czopki: pośrodku i u nasady.
Nogogłaszczki samca cechują m.in.: wydłużona apofyza medialna ze sklerytem w części odsiebnej, obecność brzuszno-bocznej listewki na apophysis tibialis retrolateralis, nitkowaty embolus o niekiedy ściętej końcówce oraz blaszkowaty konduktor, w większości przypadków o prosto zbudowanym zakończeniu brzusznym. Samice mają płytkę płciową z dobrze wyodrębnioną częścią środkową, a ich wulwy są pozbawione albo uchyłka albo długich przydatków na wszystkich przewodach.

## Biologia i ekologia
Należące tu gatunki są aktywne nocą i zasiedlają ciemne miejsca. Spotyka się je pod kamieniami, w dziuplach, szczelinach drzew, pod korzeniami i wśród gęstej roślinności. Gatunki synantropijne zamieszkują piwnice, strychy, łazienki i kąty mieszkań. Sieci łowne są płachtowate z lejkiem mieszkalnym, w którym pająk czatuje na ofiarę.
Pająki te nie są agresywne, a ich jad nie stanowi zagrożenia dla człowieka.

## Rozprzestrzenienie
Za sprawą synantropów rodzaj jest kosmopolityczny, ale większość gatunków występuje południowo-wschodniej Europie i zachodniej części Azji. Jedynym gatunkiem endemicznym dla półkuli zachodniej jest T. chiricahuae. W Polsce stwierdzono 5 gatunków: T. campestris, T. domestica, T. ferruginea, T. parietina i T. silvestris.

## Taksonomia
Rodzaj wprowadził w 1804 Latreille, a w 1810 wyznaczył Araneus domestica jego gatunkiem typowym. W 1837 Koch umieścił ten rodzaj w lejkowcowatych. W 1967 Lehtinen podzielił Ageleninae na plemiona, przy czym Tegenaria wraz z Hadites, Histopona, Malthonica i Pseudotegenaria umieszczone zostały w Tegenariini. Monofiletyzm tak zdefiniowanych plemion oraz rodzajów Malthonica i Tegenaria był później podważany, co skutkowało m.in. wyróżnieniem w 2010 rodzaju Aterigena. W 2013 Bolzern, Burckhardt i Hänggi opublikowali molekularno-morfologiczną rewizję europejskich gatunków z rodzajów Malthonica, Tegenaria i Aterigena, która poskutkowała m.in. przeniesieniem wielu gatunków do nowego rodzaju Eratigena. W 2016 ukazała się rewizja Bolzerna i Hänggiego poświęcona nearktycznym przedstawicielom Tegenaria i Eratigena.
Według stanu na 2017 do rodzaju Tegenaria należy 105 opisanych gatunków:
- Tegenaria abchasica Charitonov, 1941
- Tegenaria achaea Brignoli, 1977
- Tegenaria adomestica Guseinov, Marusik et Koponen, 2005
- Tegenaria africana Lucas, 1846
- Tegenaria agnolettii Brignoli, 1978
- Tegenaria angustipalpis Levy, 1996
- Tegenaria anhela Brignoli, 1972
- Tegenaria animata Kratochvíl et Miller, 1940
- Tegenaria annae Bolzern, Burckhardt et Hänggi, 2013
- Tegenaria annulata Kulczyński, 1913
- Tegenaria argaeica Nosek, 1905
- Tegenaria ariadnae Brignoli, 1984
- Tegenaria armigera Simon, 1873
- Tegenaria averni Brignoli, 1978
- Tegenaria bayeri Kratochvíl, 1934
- Tegenaria bayrami Kaya, Kunt, Marusik et Uğurtaş, 2010
- Tegenaria bosnica Kratochvíl et Miller, 1940
- Tegenaria bozhkovi (Deltshev, 2008)
- Tegenaria campestris (C.L. Koch, 1834)
- Tegenaria capolongoi Brignoli, 1977
- Tegenaria carensis Barrientos, 1981
- Tegenaria chebana Thorell, 1897
- Tegenaria chiricahuae Roth, 1968
- Tegenaria chumachenkoi Kovblyuk et Ponomarev, 2008
- Tegenaria circeoensis Bolzern, Burckhardt et Hänggi, 2013
- Tegenaria comnena Brignoli, 1978
- Tegenaria comstocki Gajbe, 2004
- Tegenaria concolor Simon, 1873
- Tegenaria cottarellii Brignoli, 1978
- Tegenaria croatica Bolzern, Burckhardt et Hänggi, 2013
- Tegenaria daiamsanesis Kim, 1998
- Tegenaria dalmatica Kulczyński, 1906
- Tegenaria decolorata Kratochvíl et Miller, 1940
- Tegenaria dentifera Kulczyński, 1908
- Tegenaria domestica (Clerck, 1757) – kątnik domowy
- Tegenaria eleonorae Brignoli, 1974
- Tegenaria elysii Brignoli, 1978
- Tegenaria epacris Levy, 1996
- Tegenaria faniapollinis Brignoli, 1978
- Tegenaria femoralis Simon, 1873
- Tegenaria ferruginea (Panzer, 1804) – kątnik rdzawy
- Tegenaria forestieroi Brignoli, 1978
- Tegenaria halidi Guseinov, Marusik et Koponen, 2005
- Tegenaria hamid Brignoli, 1978
- Tegenaria hasperi Chyzer, 1897
- Tegenaria hauseri Brignoli, 1979
- Tegenaria hemanginiae Reddy et Patel, 1992
- Tegenaria henroti Dresco, 1956
- Tegenaria ismaillensis Guseinov, Marusik et Koponen, 2005
- Tegenaria karaman Brignoli, 1978
- Tegenaria lapicidinarum Spassky, 1934
- Tegenaria lehtineni (Guseinov, Marusik et Koponen, 2005)
- Tegenaria lenkoranica (Guseinov, Marusik et Koponen, 2005)
- Tegenaria levantina Barrientos, 1981
- Tegenaria longimana Simon, 1898
- Tegenaria lunakensis Tikader, 1964
- Tegenaria lyncea Brignoli, 1978
- Tegenaria maelfaiti Bosmans, 2011
- Tegenaria mamikonian Brignoli, 1978
- Tegenaria maroccana Denis, 1956
- Tegenaria maronita Simon, 1873
- Tegenaria mediterranea Levy, 1996
- Tegenaria melbae Brignoli, 1972
- Tegenaria mercanturensis Bolzern et Hervé, 2010
- Tegenaria michae Brignoli, 1978
- Tegenaria mirifica Thaler, 1987
- Tegenaria montana Deltshev, 1993
- Tegenaria montiszasensis Bolzern, Burckhardt et Hänggi, 2013
- Tegenaria nakhchivanica (Guseinov, Marusik et Koponen, 2005)
- Tegenaria oribata Simon, 1916
- Tegenaria pagana C.L. Koch, 1840
- Tegenaria parietina (Fourcroy, 1785)
- Tegenaria parmenidis Brignoli, 1971
- Tegenaria parvula Thorell, 1875
- Tegenaria pasquinii Brignoli, 1978
- Tegenaria percuriosa Brignoli, 1972
- Tegenaria pieperi Brignoli, 1979
- Tegenaria pindosiensis Bolzern, Burckhardt et Hänggi, 2013
- Tegenaria podoprygorai (Kovblyuk, 2006)
- Tegenaria pontica Charitonov, 1947
- Tegenaria pseudolyncea (Guseinov, Marusik et Koponen, 2005)
- Tegenaria racovitzai Simon, 1907
- Tegenaria ramblae Barrientos, 1978
- Tegenaria regispyrrhi Brignoli, 1976
- Tegenaria rhodiensis Caporiacco, 1948
- Tegenaria rilaensis Deltshev, 1993
- Tegenaria sbordonii Brignoli, 1971
- Tegenaria schmalfussi Brignoli, 1976
- Tegenaria schoenhoferi Bolzern, Burckhardt et Hänggi, 2013
- Tegenaria scopifera Barrientos, Ribera et Pons, 2002
- Tegenaria serrana Barrientos et Sánchez-Corral, 2013
- Tegenaria shillongensis Barman, 1979
- Tegenaria silvestris L. Koch, 1872 – kątnik leśny
- Tegenaria talyshica Guseinov, Marusik et Koponen, 2005
- Tegenaria taurica Charitonov, 1947
- Tegenaria tekke Brignoli, 1978
- Tegenaria tridentina L. Koch, 1872
- Tegenaria tyrrhenica Dalmas, 1922
- Tegenaria vallei Brignoli, 1972
- Tegenaria vanensis Danişman et Karanfil, 2015
- Tegenaria vankeerorum Bolzern, Burckhardt et Hänggi, 2013
- Tegenaria vignai Brignoli, 1978
- Tegenaria wittmeri Brignoli, 1978
- Tegenaria zagatalensis Guseinov, Marusik et Koponen, 2005
- Tegenaria zamanii Marusik et Omelko, 2014